# خانه پرمهر
خانه پر مهر مربوط به ۱۲۰۰ هجری شمسی است و در شهرستان رشت، بخش سنگر، دهستان سراوان، پارک جنگلی سراوان، موزه میراث روستایی گیلان واقع شده و این اثر در تاریخ ۲۰ اردیبهشت ۱۳۸۶ با شمارهٔ ثبت ۱۹۰۹۵ به‌عنوان یکی از آثار ملی ایران به ثبت رسیده است.